# 司徒瑞祈
司徒瑞祈（1979年1月5日—），暱稱阿水， 前香港游泳隊成員，曾為香港無綫電視合約藝員。

## 生平
司徒瑞祈出生於游泳世家，父親司徒秉衡是國際游泳裁判，姐姐司徒詠怡是前香港代表隊成員，自幼已學習游泳，八歲時已加入香港游泳隊，代表香港參與國際賽事，與同為港隊成員的方力申識於微時，中學畢業於聖若瑟書院，中學畢業後到香港專業教育學院就讀電腦課程，後轉往製衣業訓練局就讀文憑課程，兩年後獲香港理工大學取錄，就讀紡織及製衣學系高級文憑課程。2003年，獲香港大專體育協會頒發「香港大專最佳男子運動員」獎項，曾為100米蝶式（短池）、4×100米自由式接力（長池）和4×200米自由式接力（長池）三項香港紀錄保持者。2004年，因奧運選拔賽失利，機緣巧合下參加青春劇《赤沙印記@四葉草.2》試鏡，進入演藝圈，曾出演多部劇集，後期則以主持兒童節目為主，2016年10月12日，結束與無綫電視合約，於慈雲山毓華街經營小食店「阿水廚房」，又在清水灣開設車仔麵店。

## 個人生活
司徒瑞祈圈外男友為空中服務員Gary，兩人於2010年相識。

## 演出作品

### 電視劇（無綫電視）

#### 2004年
- 赤沙印記@四葉草.2 飾
- 奇幻潮 - 羨慕死人 飾 同學

#### 2005年
- 情迷黑森林 飾 唐霑
- 隨時候命 飾 戚志勤（GFS三級空勤主任）

#### 2006年
- 天幕下的戀人 飾 葉志航（Jason）
- 樓住有情人 飾 徐日進

#### 2007年
- 學警出更 飾 羅英傑（傑佬）

#### 2008年
- 和味濃情 飾 勞棣秀
- 法證先鋒II 飾 李忠信
- 盛裝舞步愛作戰 飾 路人 （第7集）

#### 2009年
- 學警狙擊 飾 羅英傑（傑佬）
- 畢打自己人 飾 Sunny（第141集）
- 烈火雄心3

#### 2011年
- 仁心解碼 飾 李敬業

#### 2014年
- 老表，你好hea！ 飾 主持

### 節目主持
- 2006年：《DaDaDeDe識多D》（無綫電視）
- 2008年：《智激校園》（無綫電視）
- 2008年：  《J2-O1》（無綫電視）
- 2012年：《放學ICU》（無綫電視）
- 2015年：《Y Angle》（無綫電視）
- 《Teen Power》－以暱稱阿水參與Web J工作（香港電台節目）
- 2011年至2012年期間：《開心家天下》－客串性質主持（新城知訊台）
- 2018年：《搵錢男女》（奇妙電視）

### 其他
- 2006年：第15屆TVB兒童節 - 兒童節大使
- 2018年：《挑戰1997》（ViuTV） - 第2集主角[7]

## 音樂作品
- 2005年：《未來之旅》（《未來之旅 - 明日計劃》主題曲）
- 2005年：《戰勝烙印》（《超星神》主題曲）

## Music Video主角
G.E.M. - 睡公主

## 廣告
- 2006年：寶礦力（平面廣告）
- 2006年：香港房屋協會 - 樓宇管理維修（電視及平面廣告，與胡杏兒合作）
- 2004年：Super-X（平面廣告）
- 2004年：Volvic（平面廣告）
- 2002年：Diamond Black（平面廣告）
- 2002年：Speedo（平面廣告）

## 獲得獎項
- 2006年：新城勁爆兒歌頒獎禮2006 - 新城勁爆兒歌：《未來之旅》
- 2005年：TVB周刊最強人氣選舉 - 最強人氣潮人王
- 2004年：香港男子短池100米蝶泳香港紀錄保持者（55秒74）
- 2003年：Speedo Award 2003 - Hong Kong Top Swimmer in 100/200 Fly
- 2003年：2002-2003年度香港大專最佳男運動員
- 2002年：Hong Kong Age Group Short Course Swimming Championship 2002 - Swimmer Overall Boy
- 2002年：Hong Kong Age Group Long Course Swimming Championship 2002 - Overall Best Performance Trophy
- 2002年：Hong Kong Age Group Long Course Swimming Championship 2002 - High Point Trophy (Boys)
- 2002年：Hong Kong Amateur Swimming Association - Special Contribution Award
- 2002年：韓國釜山亞運會 - 破 4 X 100 米自由式香港紀錄

## 爭議
2006年，盛傳司徒瑞祈在與吳卓羲等人拍攝《衝上雲霄II》宣傳片期間玩機師帽，結果國泰航空宣佈不再贊助該劇。雖然司徒瑞祈否認事件，但他被大部分網民抨擊令劇集幾乎胎死腹中。結果該劇拖至2012年拍攝，而贊助商亦變成香港航空。
2008年12月7日，有報道指司徒瑞祈在澳門觀看鍾鎮濤演唱會後，懷疑在賭場消遣時成為3名疊碼仔目標，被強逼簽下欠單，利疊利共欠80萬元。他於翌日接受《東張西望》訪問時承認了自己在澳門賭輸錢，但否認主動向大耳窿借錢，指是被人誤導，並聲稱自己只是負責揭牌，並不是由他落注。雖然司徒瑞祈返港後已不斷籌錢還債，債主仍於無綫電視電視廣播城外牆、家人寓所外及經營的咖啡店潑紅油令事件曝光，他對事件表示深感後悔，並向家人、朋友及公司道歉，承諾會好好面對工作，希望大家引以為鑑，勸籲觀眾不要賭博及別相信陌生人。無綫電視外事部助理總監曾醒明表示，公司會幫助阿水渡過難關，至於日後會否抽起他於兒童節目及青少年節目主持人職務，則有待事件告一段落後再作打算。阿水12月9日如常返回將軍澳電視廣播城開工，拍攝新劇《仁心解碼》，穿上男護士服的司徒瑞祈準備入廠，見到大批傳媒的提問，只表示多謝關心，事件會交由公司處理和交代。此後曾司徒瑞祈被人謔稱為「賭徒瑞祈」，欠債事件令其形象再次插水，之後就轉型以主持兒童節目爲主。於2013年播出的香港電台電視節目警訊其中一集模擬片段改編自其賭博欠債的故事。

## 外部連結
- 司徒瑞祈的新浪微博
- 司徒瑞祈小檔案（页面存档备份，存于）